# 叶荫宇
叶荫宇（英語：Yinyu Ye，1948年—）是一名華裔美國理論計算機科學家，從事數學最佳化的工作。他是內點法的專家，特別是在凸優化和線性規劃方面。他是史丹佛大學管理科學與工程學系教授、李國鼎工程講座教授及電機工程系客座教授。他也是minMax Optimization Inc.的共同創始人之一。

## 教育
葉蔭宇在1948年出生於中國湖北省武漢市，就讀華中科技大學，1982年獲得監測與控制工程學院學士學位。1988年在史丹佛大學獲得工程經濟系統博士學位，師從喬治·伯納德·丹齊格。

## 研究出版
葉蔭宇寫了《內點法：理論與分析》一書，並與大衛·倫伯傑一同編寫《線性和非線性規劃》第三版。
近年來，葉蔭宇利用半正定規劃為網路傳感器的定位等實際問題發展了計算方法和理論。在計算經濟學方面，他還為有關經濟均衡計算問題建立新的複雜性結果。

## 獲獎
葉蔭宇是2009年約翰·馮·諾伊曼理論獎共同得主
，同時也被選為2006年運籌學和管理科學研究院院士。

## 職務
在進入史丹佛大學前，葉蔭宇是愛荷華大學的亨利·蒂皮研究教授。葉蔭宇是minMax Optimization Inc.的共同創辦人，該公司位於帕羅奧圖及上海，著重於為地理空間和金融問題創建優化工具。